# Isola Tokarev
L'isola Tokarev è una piccola isola situata a 0,2 km (0,1 miglia nautiche) a ovest dell'isola Gorev e fa parte delle isole Haswell nella Terra della Regina Maria in Antartide. Fu scoperta dal gruppo di esploratori Western Base Party della spedizione Aurora, svoltasi tra il 1911 ed il 1914 sotto il comando del geologo australiano Douglas Mawson. Venne poi rimappata dalla spedizione sovietica del 1956 e chiamata così in onore di Aleksej K. Tokarev, biologo della spedizione morto mentre tornava dall'Antartide.